# Lijst van rijksmonumenten in Montferland
De gemeente Montferland telt 53 inschrijvingen in het rijksmonumentenregister. Hieronder een overzicht. 

## 's-Heerenberg
De plaats 's-Heerenberg telt 27 inschrijvingen in het rijksmonumentenregister. Zie Lijst van rijksmonumenten in 's-Heerenberg voor een overzicht.

## Beek
De plaats Beek telt 5 inschrijvingen in het rijksmonumentenregister. Zie Lijst van rijksmonumenten in Beek (Montferland) voor een overzicht.

## Braamt
De plaats Braamt telt 1 inschrijving in het rijksmonumentenregister.
| Object        | Oorspronkelijke functie?  | Bouwjaar | Architect | Locatie       | Coördinaten?                 | Nr.? | Afbeelding        |
| ------------- | ------------------------- | -------- | --------- | ------------- | ---------------------------- | ---- | ----------------- |
| Braamse Molen | Industrie- en poldermolen | 1856     |           | Zeddamseweg 8 | 51° 55' 16" NB, 6° 16' 8" OL | 9263 | Meer afbeeldingen |

## Didam
De plaats Didam telt 3 inschrijvingen in het rijksmonumentenregister.
| Object                            | Oorspronkelijke functie?  | Bouwjaar     | Architect | Locatie                         | Coördinaten?                 | Nr.?   | Afbeelding               |
| --------------------------------- | ------------------------- | ------------ | --------- | ------------------------------- | ---------------------------- | ------ | ------------------------ |
| Korenmolen St. Martinus           | Industrie- en poldermolen | 1855         |           | Molenhoek 17a, 6942 EW Didam    | 51° 56' 12" NB, 6° 8' 8" OL  | 12869  | Meer afbeeldingen        |
| O.L.V. van Altijddurende Bijstand | Kerk en kerkonderdeel     | 14e/15e eeuw |           | Lieve Vrouweplein 13            | 51° 56' 16" NB, 6° 7' 37" OL | 12870  | Meer afbeeldingen        |
| Familiegraf Von der Haar          | Begraafplaats en -onderdl | 1923         |           | Deken Reuvekamplaan tegenover 2 | 51° 56' 31" NB, 6° 7' 38" OL | 514913 | Familiegraf Von der Haar |

## Greffelkamp
De plaats Greffelkamp telt 1 inschrijving in het rijksmonumentenregister.
| Object    | Oorspronkelijke functie? | Bouwjaar                            | Architect | Locatie            | Coördinaten?                 | Nr.?  | Afbeelding        |
| --------- | ------------------------ | ----------------------------------- | --------- | ------------------ | ---------------------------- | ----- | ----------------- |
| Luynhorst | Boerderij                | 1788 (herbouwd) 16e eeuw (muurwerk) |           | Luijnhorststraat 9 | 51° 56' 52" NB, 6° 6' 39" OL | 12871 | Meer afbeeldingen |

## Kilder
De plaats Kilder telt 2 inschrijvingen in het rijksmonumentenregister.
| Object                                                     | Oorspronkelijke functie?  | Bouwjaar | Architect | Locatie     | Coördinaten?                  | Nr.? | Afbeelding        |
| ---------------------------------------------------------- | ------------------------- | -------- | --------- | ----------- | ----------------------------- | ---- | ----------------- |
| De Rembrandt                                               | Industrie- en poldermolen | 1854     |           | Molenweg 10 | 51° 56' 34" NB, 6° 13' 54" OL | 9284 | Meer afbeeldingen |
| IJzeren hagelkruis met bekronende haan op een houten staak | Gedenkteken               |          |           |             | 51° 56' 13" NB, 6° 14' 7" OL  | 9285 | Meer afbeeldingen |

## Loil
De plaats Loil telt 1 inschrijving in het rijksmonumentenregister.
| Object        | Oorspronkelijke functie?  | Bouwjaar | Architect | Locatie          | Coördinaten?                 | Nr.?  | Afbeelding        |
| ------------- | ------------------------- | -------- | --------- | ---------------- | ---------------------------- | ----- | ----------------- |
| De Korenbloem | Industrie- en poldermolen | 1855     |           | Kloosterstraat 8 | 51° 56' 57" NB, 6° 8' 29" OL | 12872 | Meer afbeeldingen |

## Oud-Dijk
De plaats Oud-Dijk telt 1 inschrijving in het rijksmonumentenregister.
| Object    | Oorspronkelijke functie? | Bouwjaar  | Architect | Locatie       | Coördinaten?                 | Nr.?   | Afbeelding        |
| --------- | ------------------------ | --------- | --------- | ------------- | ---------------------------- | ------ | ----------------- |
| Huis Dijk | Boerderij                | 1870-1885 |           | Ravenstraat 2 | 51° 55' 30" NB, 6° 7' 55" OL | 514914 | Meer afbeeldingen |

## Stokkum
De plaats Stokkum telt 1 inschrijvingen in het rijksmonumentenregister.
| Object      | Oorspronkelijke functie?  | Bouwjaar    | Architect | Locatie     | Coördinaten?                  | Nr.? | Afbeelding        |
| ----------- | ------------------------- | ----------- | --------- | ----------- | ----------------------------- | ---- | ----------------- |
| Düffels Möl | Industrie- en poldermolen | 1860 / 1977 |           | Molenberg 9 | 51° 52' 38" NB, 6° 13' 44" OL | 9286 | Meer afbeeldingen |

## Wijnbergen
De plaats Wijnbergen telt 2 inschrijvingen in het rijksmonumentenregister binnen de gemeente Montferland. Daarnaast bevindt zich nog een rijksmonument in Wijnbergen dat zich bevindt in de gemeente Doetinchem.
| Object                      | Oorspronkelijke functie? | Bouwjaar     | Architect | Locatie          | Coördinaten?                  | Nr.?   | Afbeelding        |
| --------------------------- | ------------------------ | ------------ | --------- | ---------------- | ----------------------------- | ------ | ----------------- |
| De Kemnade: hoofdgebouw     | Kasteel, buitenplaats    | 1495-1505    |           | De Kemnade 1     | 51° 56' 21" NB, 6° 17' 51" OL | 526300 | Meer afbeeldingen |
| De Kemnade: historisch Park | Tuin, park en plantsoen  | 17e/19e eeuw |           | De Kemnade bij 1 | 51° 56' 21" NB, 6° 17' 50" OL | 526301 | Meer afbeeldingen |

## Zeddam
De plaats Zeddam telt 9 inschrijvingen in het rijksmonumentenregister. Zie Lijst van rijksmonumenten in Zeddam voor een overzicht.
Aalten ·
Apeldoorn ·
Arnhem ·
Barneveld ·
Berg en Dal ·
Berkelland ·
Beuningen ·
Bronckhorst ·
Brummen ·
Buren ·
Culemborg ·
Doesburg ·
Doetinchem ·
Druten ·
Duiven ·
Ede ·
Elburg ·
Epe ·
Ermelo ·
Harderwijk ·
Hattem ·
Heerde ·
Heumen ·
Lingewaard ·
Lochem ·
Maasdriel ·
Montferland ·
Neder-Betuwe ·
Nijkerk ·
Nijmegen ·
Nunspeet ·
Oldebroek ·
Oost Gelre ·
Oude IJsselstreek ·
Overbetuwe ·
Putten ·
Renkum ·
Rheden ·
Rozendaal ·
Scherpenzeel ·
Tiel ·
Voorst ·
Wageningen ·
West Betuwe ·
West Maas en Waal ·
Westervoort ·
Wijchen ·
Winterswijk ·
Zaltbommel ·
Zevenaar ·
Zutphen